# Asediul orașului Maubeuge (1914)
Asediul orașului Maubeuge a avut loc în perioada 24 august - 7 septembrie 1914, la începutul Primului Război Mondial pe Frontul de Vest. Garnizoana din cetate s-a predat germanilor în urma bombardamentelor de artilerie grea și supergrea, a atacurilor aeriene și a atacurilor trupelor de uscat.

## Context
După Războiul Franco-Prusac din 1870-1871 francezii au construit mai multe fortărețe pe granița germană și au extins fortificațiile de frontieră înspre nord prin construirea unor fortificații noi la Hirson, Maubeuge, Lille și Dunkerque.

## Preludiu

### Pregătirea defensivei franceze
Pe 7 august generalul Fournier, comandantul regiunii fortificate Maubeuge, a avertizat conducerea Armatei Franceze cu privire la posibilitatea declanșării unei ofensive germane peste râul Meuse, pregătită de șase corpuri de armată. Generalul Joseph Joffre l-a eliberat din funcție pe Fournier pe motiv de defetism și l-a înlocuit cu generalul Desaleux, dar s-a răzgândit după ce generalul Paul Pau, trimis pentru a examina situația de la Maubeuge, a recomandat repunerea în funcție a lui Fournier. La Consiliul Britanic de Război din 12 august, feldmareșalul Kitchener a prevăzut o ofensivă germană prin Belgia, dar a trimis Corpul Expediționar Britanic (BEF) către Maubeuge așa cum era planificat, în loc să se concentreze mai în spate, la Amiens. Kitchener i-a ordonat generalului John French să nu se considere sub comanda Armatei Franceze, dar, de dragul alianței, a subordonat strategia britanică celei franceze. BEF a aterizat în Franța în perioada 14-17 august și a luat în primire postul de apărare aflat pe flancul drept al Armatei a V-a Franceze de la Maubeuge către Le Cateau în jurul datei de 20 august. Dimineața următoare a fost cețoasă și nu s-a putut efectua nici o recunoaștere aeriană până după-amiază. BEF a început să avanseze către nord de la Maubeuge spre Mons, în ciuda faptului că avioanele de recunoaștere au raportat că o coloană germană „se întindea în zona Louvain cât se vedea cu ochii”.

### Pregătirea ofensivei germane
Posibilitatea concentrării BEF la Maubeuge era cunoscută de germanilor, dar în același timp era considerată posibilă și o concentrare în porturile de la Marea Mânecii. Pe 21 august, generalul Karl von Bülow a ordonat Armatei I (conduse de generalul Alexander von Kluck) să-și schimbe direcția către sud, în direcția orașului Maubeuge. Pe 24 august, Corpul al VII-lea, de pe flancul drept al Armatei a II-a, a avansat până ce Divizia 13 a fost nevoită să se oprească din cauza focului de artilerie de la Maubeuge. Corpul de armată a primit ordinul să blocheze limita de sud-est a orașului, cu Divizia a 13-a, și să avanseze către flancul drept al BEF la sud de Maubeuge spre Aulnoye împreună cu restul unităților pe 25 august. Vestea a sosit după căderea majorității fortificațiilor din Namur, iar și recunoașterea aeriană a adus informația că începuse retragerea franceză către o linie fortificată ce se întindea de la Verdun către Mézières și Maubeuge. Divizia a 14-a a Corpului VII de Rezervă a primit ordinul de a se deplasa înspre sud către Binche pentru a se alătura corpurilor IX și VII pentru a izola orașul Maubeuge de pe ambele părți ale râului Sambre. Germanii au avut impresia că BEF era pe cale de a fi încercuit, dar după-amiaza s-a aflat că BEF a scăpat din încercuire. Bulow l-a făcut pe generalul von Einem responsabil cu izolarea orașului Maubeuge, prin Corpul VII (fără Divizia a 14-a), Corpul VII de Rezervă (fără Divizia a 13-a de Rezervă), Corpul IX și unitățile de artilerie și de asediu transferate aici după căderea orașului Namur.
Încercuirea orașului a început pe 26 august și a doua zi, Zwehl a primit ordinul de a conduce atacul către Maubeuge, cu Corpul VII de Rezervă și Divizia a 17-a a Corpului IX; restul trupelor de la Maubeuge au fost trimise spre sud în urmărirea armatelor franco-britanice. Pe 27 august, Divizia a 13-a de Rezervă a fost trimisă la Maubeuge și Corpul VII a primit ordinul de a lăsa o brigadă în urmă și să pornească în marș către sud. Zwehl a plănuit să atace fortificația din nord-est, cu un atac secundar organizat la sud de Sambre. Trei sectoare au fost stabilite, unul de la pârâul Trouille către Sambre la sud de Maubeuge, al doilea de la Sambre către pârâul Solre și cel de-al treilea sector de la Solre către Sambre în partea de nord a fortificațiilor. Un regiment de cavalerie trebuia să acopere breșele din nord și vest. 21 de baterii de artilerie grea și supergrea de la Namur urmau să fie desfășurate între Givry și Solre. În jurul datei de 2 septembrie, Brigada 27 Infanterie de Rezervă a preluat sectorul 1, Brigada 26 Infanterie s-a stabilit în sectorul sudic și elemente ale Diviziei a 13-a de Rezervă au preluat un al patrulea sector către vest în jurul localității Bavay.

## Asediul

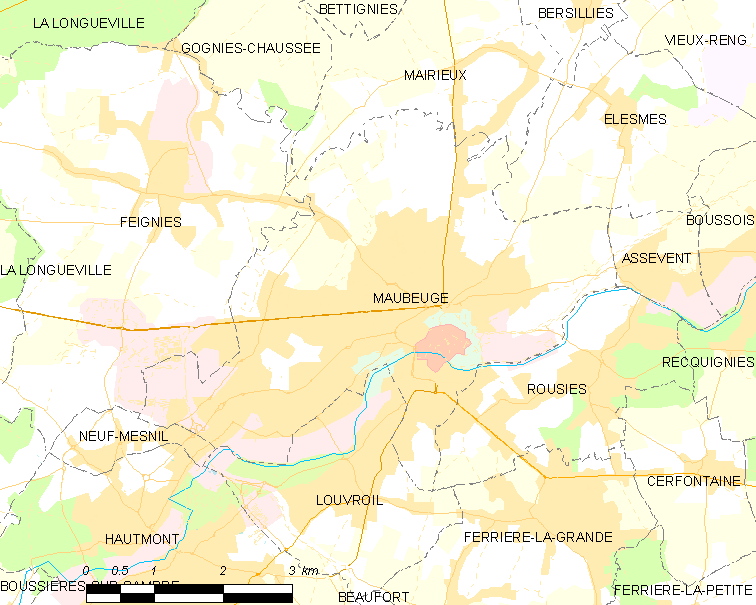
Harta orașului Maubeuge și a împrejurimilor sale

În dimineața zilei de 24 august, French a amenințat că va retrage Corpul Expediționar Britanic din componența Armatei a V-a Franceză și se va deplasa către Amiens, până când el a fost convins de Joffre să păstreze BEF în fortăreața Maubeuge. Mai târziu în acea zi Armata a II-a Germană a început atacul asupra orașului Maubeuge, iar în ziua următoarea orașul a fost încercuit. Marele Cartier General Francez (GQG) i-a ordonat comandantului fortăreței să reziste cât mai mult în fața forțelor germane. În perioada 29 august - 5 septembrie fortăreața Maubeuge a fost bombardată de artileria germană grea și supergrea. Infanteria germană a atacat fortăreața pe 5 septembrie, iar a doua zi a luat cu asalt cele patru forturi încercuite. În seara zilei de 6 septembrie, zona fortificată Maubeuge s-a predat germanilor.

## Urmări

### Victime
În Principal Events, 1914-1918 (1922), istoricii oficiali britanici consemnează că 40.000 de militari francezi au fost luați prizonieri. În 2009, Herwig a consemnat că germanii au luat 32.692 de prizonieri și 450 de tunuri, atunci când Maubeuge a capitulat pe 6 septembrie. Pierderile germane au fost de 1.100 de militari.

### Operațiuni ulterioare
Pe 9 noiembrie 1918, Maubeuge a fost reocupat de Divizia de Gardă Britanică și de Divizia 62 Cavalerie Britanică.